# Marie de Mortagne
Marie de Mortagne, décédée vers 1313, était châtelaine de Tournai, dame de Mortagne, fille unique et héritière de Jean de Mortagne, et de sa femme Marie de Conflans.
Elle se maria en 1300, à Jean de Brabant, seigneur de Vierzon et Mézières-en-Brenne, et de Mortagne, du droit de sa femme, fils de Godefroi de Brabant (+ 1302), seigneur d'Aarschot, et de sa femme Marie (ou Jeanne Isabeau), dame de Vierzon, Mézières-en-Brenne, etc. 
Le père et le fils furent tués à la bataille des éperons d'or à Courtrai le 11 juillet 1302.
Restée veuve et inconsolable, ses possessions ne tardèrent pas à aiguiser l'appétit du comte de Flandre et de son suzerain, le roi de France Philippe le Bel.
Jouant de sa crédulité, on aurait réussi à lui faire croire que son mari était ressuscité en la personne de Louis d'Evreux, demi-frère cadet du roi de France, très proche cousin du défunt Jean de Brabant, et, dès janvier 1314, ses biens furent transférés au roi.